# Grand prix national de l’architecture
Der Grand Prix national de l’Architecture (deutsch: Nationaler Großer Preis für Architektur) ist ein französischer Architekturpreis und wird seit 1975 vom französischen Kulturministerium (ministre de la Culture) an einen in Frankreich ansässigen Architekten oder an ein Architekturbüro für das Lebenswerk vergeben. Nach einer Unterbrechung von 2001 bis 2003 wurde der Preis in einem zweijährlichen Rhythmus wieder vergeben.

## Preisträger
| 2022 | Atelier d'Architecture Philippe Prost (Philippe Prost, Gaël Lesterlin, Lucas Monsaingeon und Catherine Seyler) |
| 2018 | Pierre-Louis Faloci                                                                                            |
| 2016 | Jean-Marc Ibos und Myrto Vitart                                                                                |
| 2013 | Marc Barani |
| 2010 | Frédéric Borel                                                                                                 |
| 2008 | Anne Lacaton und Jean-Philippe Vassal                                                                          |
| 2006 | Rudy Ricciotti                                                                                                 |
| 2004 | Patrik Berger                                                                                                  |
| 1999 | Massimiliano Fuksas                                                                                            |
| 1998 | Jacques Hondelatte                                                                                             |
| 1997 | nicht vergeben                                                                                                 |
| 1996 | Bernard Tschumi                                                                                                |
| 1995 | nicht vergeben                                                                                                 |
| 1994 | nicht vergeben                                                                                                 |
| 1993 | Dominique Perrault                                                                                             |
| 1992 | Christian de Portzamparc                                                                                       |
| 1991 | Christian Hauvette                                                                                             |
| 1990 | Francis Soler                                                                                                  |
| 1989 | André Wogenscky; Henri Gaudin (Preis abgelehnt)                                                                |
| 1988 | nicht vergeben                                                                                                 |
| 1987 | Jean Nouvel |
| 1986 | Adrien Fainsilber                                                                                              |
| 1985 | Michel Andrault und Pierre Parat                                                                               |
| 1984 | Edmond Lay |
| 1983 | Henri-Edouard Ciriani                                                                                          |
| 1982 | Claude Vasconi                                                                                                 |
| 1981 | Gérard Thurnauer, Pierre Riboulet und Jean-Louis Veret                                                         |
| 1980 | Paul Chemetov                                                                                                  |
| 1979 | Claude Parent                                                                                                  |
| 1978 | Jean Renaudie                                                                                                  |
| 1977 | Paul Andreu; Roland Simounet                                                                                   |
| 1976 | Roger Taillibert                                                                                               |
| 1975 | Jean Willerval                                                                                                 |